# Cratere Wolf
Wolf è un cratere lunare di 25,74 km situato nella parte sud-occidentale della faccia visibile della Luna.